# Rafiz Ismayilov
 (janvier 2023).
Rafiz Ismayilov (en azéri : Rafiz Rza oğlu İsmayılov; né le 30 mars 1939 à Bakou et mort le 30 avril 2025) est un directeur de la photographie azerbaïdjanais, réalisateur, scénariste, décorateur, Peintre du peuple de la République d'Azerbaïdjan (2000).
Rafiz Rza, diplômé du Collège d'art d'État d'Azerbaïdjan Azim Azimzade en 1962, étudie à la faculté d'art de l'Institut national de cinématographie de toute l'Union à Moscou en 1966-1972. Il travaille au studio de cinéma Azerbaijanfilm depuis 1972. Il est le concepteur et réalisateur de nombreux longs métrages et pièces de théâtre, et l'artiste et réalisateur de plusieurs films d'animation. R. Ismayilov est le concepteur et l'illustrateur de plusieurs livres.

## Récompenses
- Prix d'État de la RSS d'Azerbaïdjan - 1978
- Titre honorifique Peintre émérite de la RSS d'Azerbaïdjan (décembre 1982)
- Titre honorifique Peintre du peuple de la République d'Azerbaïdjan (décembre 2000)
- Prix Soltan Muhammad (2006)

En 2015, il reçoit le prix La Fée d'Or dans la nomination Meilleur travail de peintre pour le film Ambassadeur de l'Aube.